# 游學志
游學志，外號陶笛ㄚ志。臺灣陶笛演奏家。
畢業於華岡藝校音樂科。在1999年首次接觸陶笛後便愛上它，2000年開始推廣陶笛，2003年發行第一張專輯──陶笛奇遇記。電視劇《流星花園》裡面演員的陶笛演奏都是由他教授及在幕後演奏的。
2005年舉辦了個人第一場演奏會─ 陶笛飛行船音樂演奏會。

## 歷年專輯
2003.03.30 陶笛奇遇記

2003.10.26 陶笛異想樂園

2004.06.28 陶笛共和國

2005.05.18 陶笛飛行船

2005.11.21 陶笛美樂地

2006.11.23 陶笛夢想家

2010.02.25 風動草

2013.11.26 跟著陶笛與烏克麗麗去旅行

2014.12.30 那些年（陶笛與烏克麗麗演奏專輯）

2016.12.27 陶迪樂園（迪士尼精選） 

2017.11.28 好時光

2019.12.31 無限飛行

2022.10.10 想見你

## 著作
《陶笛阿志：游學志的陶笛王國》  2005/07/01 出版

## 外部連結
- 陶笛阿志粉絲團的Facebook專頁